# Cittá di Messina
Le Città di Messina était un croiseur auxiliaire de la Regia Marina, anciennement un paquebot italien.

## Historique
Construit entre 1909 et 1910,, le Città di Messina faisait partie d’une série de quatre navires à vapeur rapides commandés par les chemins de fer de l’État, les trois autres étant le Città di Palermo, le Città di Siracusa et le Città di Catania. Ces unités, similaires par leurs caractéristiques générales, différaient par leur système de propulsion et par leur apparence.
Avant même le déclenchement de la Première Guerre mondiale, il était prévu dans les plans de la Regia Marina qu’en cas de guerre, les quatre navires, en raison de leur vitesse considérable (20 nœuds), seraient réquisitionnés, armés et utilisés comme croiseurs auxiliaires.
C’est pourquoi, en 1911-1912, lorsque la guerre italo-turque éclata, le navire, comme les trois autres vapeurs similaires, fut réquisitionné et armé comme croiseur auxiliaire, prenant ainsi part à ce conflit. À la fin des hostilités, le Città di Messina a repris le service régulier de transport de passagers.
Peu de temps avant l’entrée de l’Italie dans la Première Guerre mondiale, le Città di Messina est à nouveau réquisitionné, armé de 4 canons de 120/40 mm et immatriculé comme croiseur auxiliaire,. Le 24 mai 1915, date de l’entrée en guerre, le navire est basé à Brindisi, sous le commandement du capitano di fregata (capitaine de frégate) Manzillo. Par la suite, le navire est rattaché à la IIe section du 1er groupe de la 4e division navale.
Transféré dans la Haute-Adriatique peu après le début de la guerre, le navire retourna à Brindisi le 8 septembre 1915, pour renforcer les formations déjà stationnées sur place. Le Città di Messina a été utilisé comme transport de troupes, ainsi que dans les patrouilles de surveillance du barrage du canal d'Otrante. Il n’a pris part à aucun événement majeur de la guerre.
À la mi-1916, le navire est affecté au groupe de croiseurs auxiliaires de Brindisi, avec les unités Città di Cagliari, Città di Catania, Città di Sassari et Città di Siracusa.

## Naufrage
Le 23 juin 1916, à six heures du matin, le Città di Messina, sous le commandement du capitaine de frégate Accame, quitte Vlora avec le contre-torpilleur français Fourche pour une patrouilles de protection des dérivants (des navires de pêche armés, chargés de la pose et de la surveillance des barrages) dans le canal d'Otrante,. Les deux navires, avançant à une vitesse de 18 nœuds, avec le Città di Messina à environ 800-1000 mètres à l’arrière de la Fourche, ont maintenu un cap vers le sud-ouest jusqu’à 7 h 10, puis vers le sud jusqu’à 7 h 50, puis vers l’ouest à ce moment-là.
À 8 h 35, le sillage de deux torpilles a été aperçu sur le côté tribord, à une distance de seulement 350 mètres. Le commandant Accame a ordonné des manœuvres d’évitement et quelques canons ont ouvert le feu sur les deux torpilles, mais elles ont touché le navire à l’arrière. Le Città di Messina a coulé en deux minutes, à la position 40° 09' N et 18°48' E (ou 40°10' N et 18°54' E), à une vingtaine de milles à l’est d’Otrante,. Malgré la vitesse du naufrage, presque tout l’équipage a réussi à mettre rapidement à l’eau la plupart des canots de sauvetage et des radeaux et à se mettre en sécurité.
La Fourche a signalé l’incident à Brindisi et Valona en demandant l’envoi d’unités de sauvetage, alors qu’elle pourchassait le sous-marin attaquant, le U-15 austro-hongrois. Découvrant une nappe de pétrole flottant à la surface, la Fourche a considéré avoir coulé ou au moins endommagé l’ennemi. Elle s’est alors approché des radeaux et leur a dit d’attendre l’arrivée des secours. Elle a mis à la mer ses propres canots de sauvetage pour secourir les naufragés qui nageaient et qui avaient besoin d’aide, sauvant une quarantaine d’entre eux, dont beaucoup étaient blessés. Cependant, l'U-15 était sorti indemne de la chasse que la Fourche lui avait donnée. Aidé par la brume qui réduisait la visibilité à 4 ou 5 milles, l'U-15 repartit à l’attaque. À dix heures, le contre-torpilleur français, alors qu’il s’approchait d’un radeau renversé à 14 nœuds, fut touché par une torpille et, brisé en deux, coula en une demi-minute,..
L'U 15 s’éloigne à l’arrivée des secours, d’abord le destroyer italien Nembo et le Casque français, suivis d’un autre contre-torpilleur français, le Protet, qui sauve 42 hommes de la Fourche et 22 Italiens, dont 15 ont déjà été récupérés par le contre-torpilleur coulé. Quatre navires italiens arrivent alors et récupèrent les neuf dixièmes des deux équipages. Parmi l’équipage du Città di Messina, il y eut 33 tués et 302 survivants, tandis que les pertes de la Fourche s’élevèrent à 19 hommes sur un total de 85 hommes.